# Léonce (empereur)
Vous lisez un « article de qualité » labellisé en 2025.
Pour les articles homonymes, voir Léonce.
Léonce (latin : Leontius, grec : Λεόντιος), mort le 15 février 706, est un empereur byzantin de l'été 695 à l'été 698, sous le nom officiel de « Léon » qui n'a pas été retenu par l'histoire. Général aux origines méconnues, il s'illustre dans la lutte contre les Omeyyades, d'abord sous Constantin IV puis sous Justinien II, comme stratège des Anatoliques. Néanmoins, il semble avoir été impliqué dans la défaite de Sébastopolis en 692, ce qui lui vaut d'être emprisonné trois ans par Justinien. Libéré pour devenir le gouverneur de l'Hellade, il se révolte immédiatement et profite de la grande impopularité de Justinien pour le renverser à l'été 695.
Après avoir mutilé et exilé Justinien en Crimée, il règne durant trois ans, à propos desquels les sources sont avares d'informations. Empereur à la légitimité fragile, dans un contexte de crise profonde que connaît l'Empire, il peine à agir avec détermination face aux défis qui se présentent à lui. En difficulté en Anatolie face aux raids des Arabes, il tente de reprendre Carthage et de sauver l'Afrique byzantine, qui tombe finalement en 698. C'est à cette occasion qu'une partie de l'armée, dirigée par Tibère Apsimar, se révolte et prend Constantinople. Devenu empereur sous le nom de Tibère III, ce dernier mutile Léonce et le confine dans un monastère, jusqu'en 705. À cette date, Tibère est confronté au retour victorieux de Justinien II, qui se venge de sa longue relégation en faisant exécuter Léonce et Tibère, vraisemblablement en février 706.
Par son soulèvement, et malgré le retour de Justinien II, Léonce contribue à affaiblir de manière décisive la dynastie des Héraclides. Son accession au trône sert parfois à dater le début des Années de chaos qui frappent l'Empire byzantin jusqu'en 717.

## Origines et ascension militaire

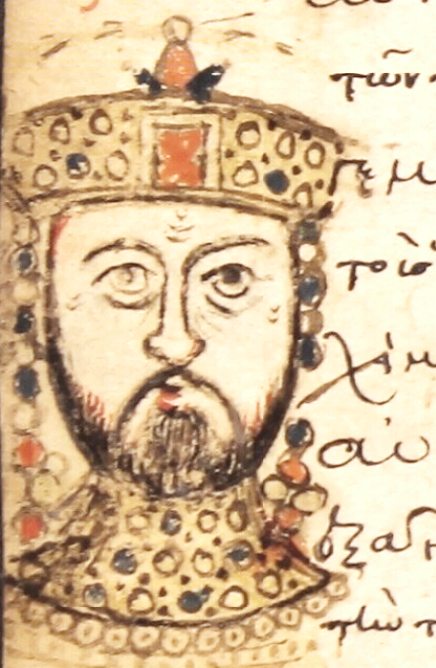
Portrait de Léonce dans le manuscrit Mutinensis gr. 122, daté du XV.

Rares sont les éléments qui subsistent des origines et de la jeunesse de Léonce. Selon Nicéphore de Constantinople, il aurait une ascendance isaurienne, comme d'autres empereurs avant lui. Cependant, Christian Settipani lui trouve des ancêtres arméniens, s'appuyant sur la lecture de la Chronique de 1234 mais celle-ci est imprécise et lie surtout Léonce à la campagne militaire qu'il mène en Arménie. Il serait le fils d'un certain Lazare ou Lazarus, descendant de l'empereur Phocas et du général Priscus mais cette généalogie demeure hypothétique. De même, Christian Settipani lui attribue la paternité du patrice Taraise et en fait l'arrière-grand-père du patriarche Taraise. Quoi qu'il en soit, il apparaît dans les sources à la fin du règne de Constantin IV, qui le nomme stratège des Anatoliques, une province stratégique de l'Anatolie alors menacée par la progression des Omeyyades,. Il aurait été également élevé à la dignité de patrice vers 682.
À la mort de Constantin IV en 685, la situation sur la frontière orientale est plus favorable aux Byzantins. Les Omeyyades s'enfoncent dans la deuxième Fitna, une guerre civile qui affaiblit les forces califales. Justinien II, nouvel empereur, décide d'en profiter malgré un traité récemment signé avec Abd al-Malik. Dès 686, il nomme Léonce à la tête d'une armée et l'envoie restaurer la tutelle byzantine sur l'Arménie byzantine et l'Ibérie, zone disputée alors entre les Arabes et les Khazars. Après avoir installé dans les deux États des princes vassaux de l'Empire, et contrôlant une grande partie de leurs territoires, Léonce pousse jusqu'en Albanie du Caucase et en Azerbaïdjan, ravageant ces pays et usant de méthodes paraît-il brutales, prélevant notamment un important butin,. Malgré une riposte des Omeyyades qui prennent deux forteresses byzantines, cette campagne s'avère payante pour l'Empire, car le calife Abd Al-Malik, en difficulté, accepte de réviser dans des termes favorables aux Byzantins le traité qu'il a signé en 685 avec l'empereur Constantin IV, peu avant la mort de celui-ci : les revenus de l'Arménie byzantine, de l'Ibérie et de Chypre sont partagés entre le calife et l'empereur, tandis que le calife doit payer un important tribut à l'Empire byzantin,. Si le succès de Léonce est réel, il s'explique pour partie par les troubles internes aux Omeyyades et par le fait que ces derniers ont récemment essuyé une attaque des Khazars dans la même région.
À partir de 691, Abd Al-Malik prend nettement l'avantage dans la guerre civile qui divise le califat. En 692, Justinien II rompt la trêve entre les deux puissances. Il décide d'attaquer avec une armée largement composée d'un contingent de Slaves d'Asie Mineure, qu'il vient d'installer en Bithynie après une campagne victorieuse aux alentours de Thessalonique. Toutefois, lors de la bataille de Sébastopolis, au moins une grande partie de ce contingent, dirigé par Néboulos, fait défection et rejoint les Arabes, menant les Byzantins à une lourde défaite. La participation de Léonce à cette campagne est hypothétique mais peut se déduire du fait qu'il est emprisonné peu de temps après par l'empereur. Théophane le Confesseur mentionne une participation à un complot contre l'Empereur mais il pourrait s'agir également d'une punition de la défaite de Sébastopolis, étant peut-être le général en chef lors de la bataille,. En effet, Justinien II en tire une grande colère et aurait frappé de sévères représailles les Slaves restés dans son camp.

## Soulèvement

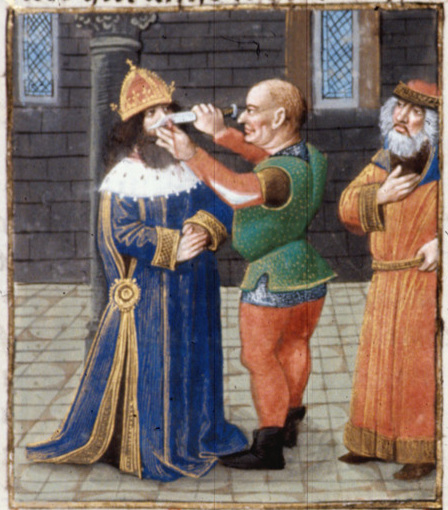
Miniature illustrant la mutilation de Justinien II dans la traduction française du De casibus virorum illustrium de Giovanni Boccaccio.

L'emprisonnement de Léonce semble s'inscrire plus largement dans une politique répressive de Justinien, à l'endroit notamment de personnages de l'aristocratie. L'empereur est ainsi réputé pour la rigueur de sa politique fiscale, menée par le moine Théodote et l'eunuque Étienne. Au-delà de sa possible responsabilité dans la défaite de 692, Peter Crawford émet l'hypothèse que Léonce souffre de la purge que Justinien fait subir à une partie de l'élite impériale. L'empereur se brouille également avec le patriarche Callinique Ier de Constantinople. Dans le contexte de défaites militaires qui s'accentuent avec la pression arabe sur l'Arménie et la Cilicie, conquise en 694-695, l'impopularité de Justinien II s'accroît. En 695, après trois ans d'emprisonnement dans le Prétoire, Léonce est libéré par Justinien pour des raisons difficiles à expliquer. Il est possible que l'empereur, acculé sur différents fronts et en particulier face aux Arabes, se tourne vers un de ses généraux les plus expérimentés. Ainsi, Léonce est immédiatement nommé à la tête d'une troupe et de trois navires, pour prendre le commandement de la nouvelle province de l'Hellade, créée par Justinien pour renforcer la présence byzantine contre les Slaves et qui recouvre l'essentiel du sud de la Grèce continentale actuelle,.
Selon le récit qu'en fait Théophane le Confesseur, Léonce s'apprête à s'embarquer pour sa nouvelle mission dans le port de Julien, quand il s'adresse à certains de ses proches, dont deux moines qui ont apparemment été ses confidents en prison : Paul, moine au monastère de Kallistratos, et Grégoire de Cappadoce, un ancien kleisourarque,. Tous deux lui auraient prédit un destin impérial. Léonce se serait confié à eux, doutant de cette prédiction et pensant qu'il s'avance vers une mort tragique. Les deux religieux l'auraient alors encouragé à avoir confiance en sa destinée,.
La date exacte de l'événement est difficile à retracer mais il intervient très probablement à l'été 695, en juillet ou en août dès lors que Théophane le Confesseur mentionne que le premier règne de Justinien dure dix ans à partir de l'été 685. En outre, il est également mentionné que le soulèvement est précédé de peu d'un raid musulman en Arménie, or de telles actions ont souvent lieu pendant la période estivale, propice aux campagnes militaires. Enfin, tant Théophane que le patriarche Nicéphore font état d'une importante foule rassemblée dans les rues et à Sainte-Sophie, en lien avec une célébration religieuse. Il n'est d'ailleurs pas exclu que Léonce et ses partisans aient cherché à en profiter pour diriger cette foule contre Justinien. Auquel cas, il pourrait s'agir de la Dormition de la Vierge, célébrée le 15 août.
Quoi qu'il en soit, Léonce prend alors la tête d'un complot, dont il est difficile de connaître le degré de préparation. Selon Théophane le Confesseur, Justinien II, pris d'une folie répressive, aurait conçu le projet de massacrer nombre d'habitants de la capitale dont le patriarche, ce qui aurait provoqué le soulèvement de Constantinople. Toutefois, un tel dessein de l'empereur paraît peu vraisemblable. Il est surtout possible que les rancœurs se soient accumulées envers Justinien, tandis que l'armée, marquée par des défaites successives depuis de nombreuses années, est de plus en plus prompte à soutenir des mouvements de sédition. Léonce, par son expérience militaire, paraît un candidat crédible au trône. Grâce à la troupe mise à sa disposition et des soutiens qui s'agrègent, Léonce est en mesure de s'emparer du Prétoire, qui sert aussi de résidence à l'éparque, le gouverneur de la cité. Celui-ci est fait prisonnier et les portes de la prison ouvertes, permettant aux opposants à Justinien, dont de nombreux soldats, de grossir les rangs de Léonce.
Il est également rejoint par le patriarche, dont les griefs à l'encontre de Justinien se sont accumulés et qui prend ouvertement la parole contre lui au sein de la basilique Sainte-Sophie, où la population est invitée à se rassembler. Le chroniqueur plus tardif Georges le Moine évoque aussi le soutien de la faction des Bleus qui proclament Léonce empereur. Ces groupes sociaux, qui regroupent des pans importants de la population de Constantinople, sont régulièrement associés à des mouvements de contestations et sont souvent partie prenante des couronnements. Leur participation au soulèvement de Léonce renforcerait l'idée d'un complot mieux préparé que ce qu'il semble et qui s'appuie sur une base assez large de mécontents du régime de Justinien.
En quelques heures, Justinien II voit la liste de ses alliés s'amoindrir. Abandonné de toutes parts, il est facilement capturé, de même que Théodote et Étienne. Les trois hommes sont traînés dans l'Hippodrome de Constantinople pour y être exhibés et présentés à Léonce, devenu de fait le nouveau souverain. Théodote et Étienne sont livrés à un châtiment sévère, traînés dans les rues et brûlés vifs sur le Forum du Bœuf. En revanche, Léonce épargne la vie de Justinien mais le soumet à la mutilation de son nez et peut-être à l'ablation de sa langue mais ce dernier fait est incertain car les sources ne mentionnent pas de futures difficultés d'élocution chez Justinien. Quoi qu'il en soit, cette punition est censée le disqualifier pour le trône, en raison de l'atteinte irrémédiable portée à son visage,. Selon Nicéphore de Constantinople, c'est par affection pour son père que Léonce épargne Justinien. Celui-ci est finalement exilé à Cherson, dans la province isolée de la Crimée byzantine, lieu traditionnel de relégation politique,.

## Règne
Le règne bref de Léonce, méconnu, est parfois vu comme le début d'une période très troublée pour l'Empire byzantin, qualifiée d'« Années de chaos » ou d'« Anarchie de vingt ans » (Twenty Years of Anarchy) par John Bagnell Bury, pour désigner l'enchaînement des complots et renversements liés à des conspirations militaires jusqu'en 717.

### Un règne court et largement méconnu

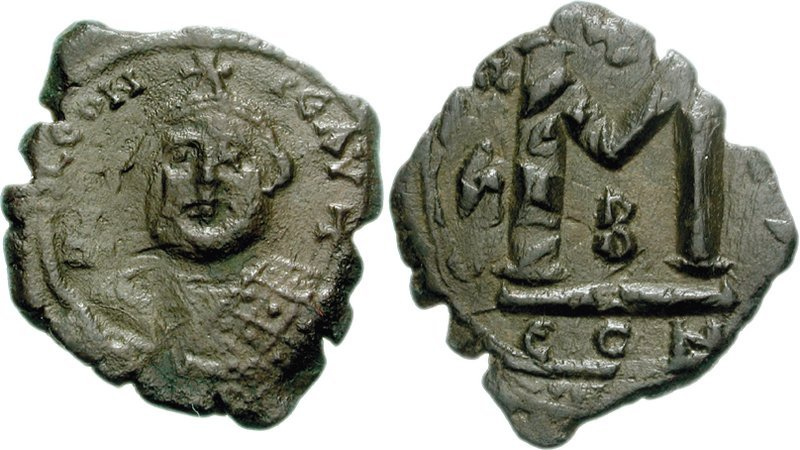
Follis frappé à Constantinople sous le règne de Léonce. Sa figure, en partie effacée, le montre tenant l'orbe crucigère dans la main gauche.

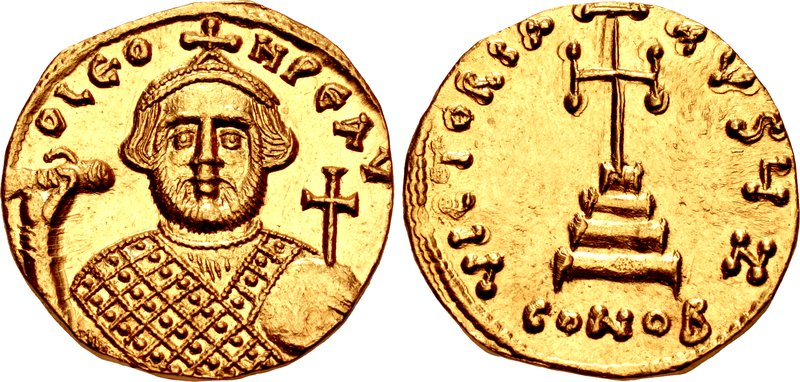
Solidus en or représentant Léonce, avec l’akakia dans la main droite et l'orbe crucigère dans la main gauche. Figure également son nom de règne LEO, au-dessus de son portrait.

Le règne de Léonce intervient lors d'une période troublée, peu couverte par les sources écrites et n'est donc connu que très partiellement,. À titre d'exemple, Théophane le Confesseur, dont la chronique est la principale source pour ces années, se contente pour sa première année de règne du constat suivant : « En cette année, Léonce est couronné empereur et la paix règne sur les différents fronts ». De même, Nicéphore Ier de Constantinople, dans son Breviarium, ne consacre que quelques lignes à ce souverain, principalement focalisées sur sa prise du pouvoir et son renversement.
Parmi les rares sources exploitables, la numismatique permet de constater que Léonce revient sur la décision de son prédécesseur de faire figurer le Christ sur les pièces de monnaie. Il reprend le style plus classique, qui fait figurer la figure de l'empereur à l'avers et la Croix au revers. Les monnaies représentant Léonce ont également pour particularité de le voir lever le bras droit tenant l’akakia, tandis que la main gauche porte l'orbe crucigère. En revanche, il conserve le loros comme habit. Enfin, il fait figurer comme nom Léon et non Léonce, ce qui a pu entraîner l'attribution de certaines de ses pièces au futur Léon III l'Isaurien,. Plusieurs chercheurs ont relevé les traits caractéristiques du visage de Léonce sur ses monnaies, très rond et doté d'une barbe courte et touffue. Il est parfois postulé que les empereurs de cette époque cherchent à se distinguer de leurs prédécesseurs par l'iconographie pour affirmer leur propre légitimité et spécificité.
Des historiens ont aussi émis l'hypothèse d'une frappe de monnaie (des follis) spécifique à Carthage, en lien avec la brève reconquête de la ville en 697-698, célébrant cet événement et faisant figurer la mention IC XC NIKA (« Jésus Christ Victorieux »).
Le nom même de Léonce comme souverain a fait débat. Du fait que les monnaies à son effigie sont au nom de Léon, des historiens comme Lodovico Laffranchi y ont vu un diminutif mais d'autres, s'appuyant sur des chroniques italiennes postérieures qui toutes, par exemple celle de Paul Diacre, mentionnent Léon comme patronyme impérial, estiment qu'il se fait bien appeler Léon,,. Ce choix d'un nom de règne différent est alors relativement courant à cette époque et pourrait s'expliquer par l'existence passée de deux empereurs dénommés Léon, alors que la tradition impériale voit plutôt en Léonce un usurpateur du Ve siècle. Pour Constance Head, ce flou autour de son nom atteste du faible impact sur l'histoire de Léonce.
Parfois décrit comme raisonnable, compétent et possiblement populaire, Léonce souffre comme empereur de son statut d'usurpateur, qui le prive de certaines capacités d'action ou l'incite à une prudence excessive. Il se montre ainsi plutôt passif face à la récurrence des raids arabes contre sa frontière orientale, qui matérialise le regain de puissance des Omeyyades, de plus en plus offensifs. Ainsi, en 697, les Arabes mènent un raid en Anatolie, tandis que le royaume de Lazique quitte le giron byzantin et tourne son allégeance vers le califat,.

### Chute de Carthage et de l'Afrique

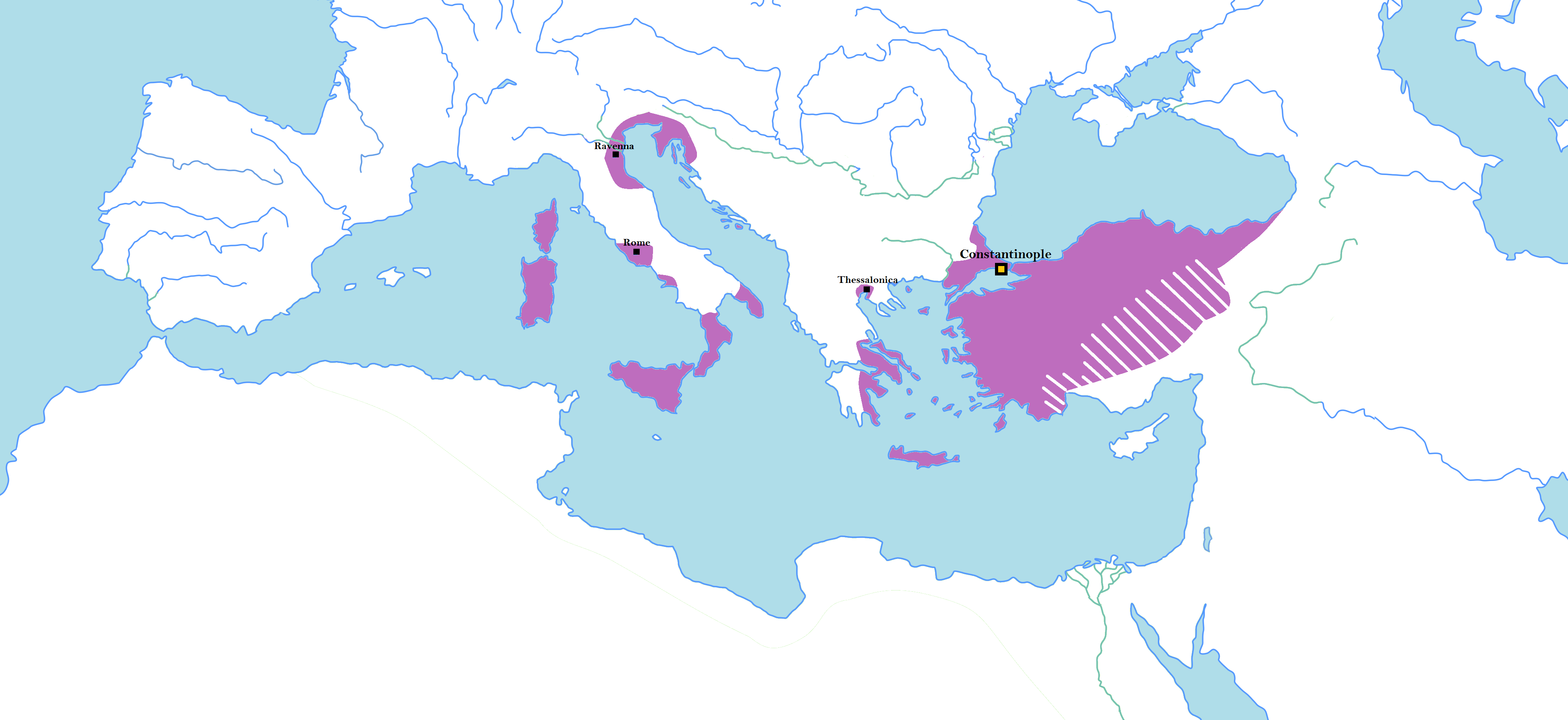
L'Empire byzantin après la chute de l'Afrique du nord byzantine. La région hachurée est marquée par les raids incessants des Omeyyades.

Toutefois, il réagit plus vivement quand il apprend que la pression des Arabes sur l'Afrique byzantine a fini par provoquer la chute de Carthage en 695-696. Cet événement met fin de facto à la présence byzantine en Afrique, même si quelques positions sont encore tenues. Léonce décide alors de rassembler l'importante flotte des Karabisianoi, placée sous le commandement de Jean le Patrice. C'est d'ailleurs à cette occasion qu'est mentionnée pour la première fois le corps naval des Cibyrrhéotes. Les Byzantins parviennent à prendre par surprise le général arabe Hassan Ibn Numan, artisan de la conquête musulmane, qui se replie sur Kairouan, probablement à l'automne 697. Néanmoins, cette victoire est de courte durée. La garnison byzantine, qui hiverne à Carthage, est isolée et ne peut guère espérer de renforts substantiels de la part de Constantinople, alors que le calife peut lui envoyer d'importantes troupes et des navires en soutien d'Hassan. Dès le début de l'année 698, celui-ci est de retour devant les murailles et reprend définitivement la cité, qui est largement détruite. Jean le Patrice parvient à se replier sur la Crète, espérant peut-être rassembler une autre flotte pour repartir à l'assaut. Cependant, une partie de ses officiers, mécontents, se mutine et proclame comme empereur l'un des leurs, un certain Apsimar, drongaire des Cibyrrhéotes, bien vite renommé Tibère. Il fait assassiner Jean et fait voile vers Constantinople.

### Chute et mort
Pendant ce temps, Léonce s'est démuni du reste de la flotte pour renvoyer à Chypre, aux termes d'un accord avec le calife, la population de l'île que Justinien II avait installée en Bithynie en 691. D'autre part, en cette année 698, la peste a fait sa réapparition dans la capitale et Léonce ordonne le dragage du port de Neorion, peut-être perçu comme le point d'origine de la propagation de la maladie,. C'est à cette période que Tibère arrive à la tête de la flotte rebelle. Là encore, la chronologie exacte est incertaine car les sources postérieures au règne de Léonce ne mentionnent pas la date précise des faits, ce qui peut s'expliquer par la destruction à venir des archives par Justinien II à son retour sur le trône. Toutefois, l'enchaînement des évènements laisse à penser que l'arrivée de Tibère se situe au début de l'été 698.
Au début, la population de Constantinople semble hostile aux rebelles et proclame son attachement à Léonce, tandis que Tibère stationne à Sykai, de l'autre côté de la Corne d'Or. Néanmoins, bien vite, des officiers font défection et ouvrent les portes des remparts de la Corne d'Or, ce qui permet aux rebelles de pénétrer dans la cité. Rien n'arrête alors Tibère et ses hommes, qui pillent une partie de la ville et s'emparent de Léonce. À l'instar de ce que ce dernier a fait subir à Justinien, Tibère lui fait couper le nez et peut-être la langue mais choisit de le confiner dans un monastère, celui de Psamathion à Constantinople,. Du fait que Georges le Moine mentionne que la faction des Verts participe au couronnement de Tibère III, il est tentant de voir en celui-ci leur candidat, là où Léonce a été porté au pouvoir par les Bleus selon le même chroniqueur. Pour autant, Alan Cameron est plus prudent et préfère voir dans ces mentions la simple continuation du rôle politique de ces factions (ou dèmes) dans les proclamations impériales, alors même que leur véritable influence politique semble avoir décliné depuis plusieurs décennies.
Pendant les sept années du règne de Tibère III, Léonce n'est pas mentionné dans les sources. Il réapparaît après l'été 705, à l'occasion du retour en force de Justinien, qui est parvenu à nouer une solide alliance avec Tervel, le khan des Bulgares, dont l'armée s'avance jusqu'à Constantinople. Justinien réussit à s'introduire subrepticement dans la cité et à renverser à son tour Tibère III. Animé selon les chroniqueurs byzantins d'un fort esprit de vengeance, il châtie ses opposants et réserve un sort particulier à Tibère, autant qu'à Léonce, qui est extrait de son monastère. Après avoir paradé enchaînés dans les rues de la capitale, les deux hommes sont forcés de se coucher devant l'empereur au sein de l'Hippodrome de Constantinople, lors des jeux consulaires. L'évènement intervient probablement le 15 février 706, quelques mois après le retour de Justinien car Tibère réussit à temps à s'enfuir et n'est capturé qu'après quelques mois de recherches. À l'occasion de cette humiliation publique, un verset du Psaume 91 aurait été déclamé par la foule : « Tu marcheras sur le lion et sur l’aspic, tu fouleras le lionceau et le dragon ». Une fois cela fait, Léonce et Tibère sont décapités dans le quartier de Kynegion et leurs cadavres jetés à la mer mais ils auraient été récupérés et enterrés dans une église de l'île de Prote,.